# Sainte-Brigitte-de-Laval
Sainte-Brigitte-de-Laval är en stad (kommun av typen ville) och tätort (centre de population) i provinsen Québec i Kanada. Den ligger i regionen Capitale-Nationale, i den sydöstra delen av landet, 400 km nordost om huvudstaden Ottawa. Antalet invånare vid folkräkningen 2021 var 8 468 i kommunen och 4 872 i tätorten.